# Achachork
Achachork est un village de l'île de Skye au Highland en Écosse. Sa population est de 150 habitants.